# 泰诺 (药品)
泰诺（英語：Tylenol，/ˈtaɪlənɒl/）是一个鎮痛藥藥品品牌，該藥品可以減緩发热和减轻过敏、咳嗽、头痛和普通感冒、流行性感冒等疾病引起的症狀。泰諾的有效成分是对乙酰氨基酚，常見於镇痛药和解熱藥等藥物。泰诺（Tylenol）名称來自於对乙酰氨基酚化學名稱N-aceTYL-para-aminophENOL (APAP)。泰诺品牌由強生公司的子公司麥克尼爾消費者健康照護拥有。
截至2020年, 泰诺已在巴西，加拿大，中国大陸，埃及，科威特，黎巴嫩，立陶宛，墨西哥，缅甸，荷兰，阿曼，巴拉圭，菲律宾，南非，瑞士，台湾，泰国，美国，乌拉圭，委内瑞拉和越南等國家和地區銷售。

## 成分
泰诺的有效成分是对乙酰氨基酚，它广泛使用於非处方镇痛药和解熱藥等藥品當中，泰諾除了对乙酰氨基酚，有時會根據不同用途搭配其他有效成分，包括可待因（對乙醯氨基酚/可待因）、右美沙芬，美索巴莫，愈创甘油醚，伪麻黄碱，咖啡因，苯海拉明，氯苯那敏和去氧腎上腺素。

## 历史
泰諾品牌由家族制药商麥克尼爾消費者健康照護于1955年推出。那年有两个兄弟从父亲那里接管了公司，兩兄弟中的一个了解到在当时美国市场上还没有对乙酰氨基酚這種藥品。为了避免与阿司匹林竞争，他们打算將对乙酰氨基酚作為一款儿童退燒的藥品进行销售。泰諾這一稱呼則來自於对乙酰氨基酚的化学名称。強生公司于1959年收購了麥克尼爾，一年后该药作為非处方药出售。